# Арани (провинция)
Арани — провинция в департаменте Кочабамба, Боливия. По состоянию на 2005 год на территории проживало 25 009 человек. Площадь территории составляет 508  км². На севере граничит с провинцией Тиракуэ, на юге с провинцией Мискуэ, на западе с провинцией Хосе Карраско, на востоке с провинцией Пуната. Основное население территории — представители народа кечуа.
Административный центр — город Арани.

## Административное деление
| Муниципалитет | Центр |
| ------------- | ----- |
| Арани         | Арани |
| Вакас         | Вакас |